# B-Method
B-Methodとは、AMN（Abstract Machine Notation）という仕様記述言語（兼プログラミング言語）を中心とした形式手法に基づいたソフトウェア開発手法である。B-Method で使用する形式手法やそのツール群は単に B と呼ぶ。

## 概要
Jean-Raymond Abrial を中心としてフランスおよびイギリスで開発された。Abrial の開発したZ言語とも関連しており、仕様からのプログラミング言語コード作成をサポートしている。ヨーロッパでは、大規模なインフラシステムで利用されており（パリのメトロ14号線など）、産業界の注目を集めつつある。堅牢で商業利用可能なツールが提供されており、仕様記述、設計、検証、ソースコード生成が可能である。
Z言語に比較して抽象化レベルが低く、単なる形式仕様記述というよりもコードへの詳細化に重きを置いている。そのため、B で書かれた仕様はZ言語の場合よりも実装が容易である。特にそのために様々なツール群が用意されている。

## Event B
Rodin tool, Deploy などのプロジェクトにより、EclipseとBとを組み合わせて、対象を記述をできるようにしたシステムとしての拡張。教科書であるModeling in Event-Bが蜂の写真が表紙になっている。